# William Frederick Meggers
William Frederick Meggers (13 de julio de 1888 – 19 de noviembre de 1966) fue un físico estadounidense, especializado en espectroscopia.

## Semblanza
Meggers nació en Clintonville, Wisconsin. En sus infancia y juventud tuvo que combinar su escolarización con el trabajo en la granja familiar. Ganó una beca en la Universidad de Ripon, licenciándose en física en 1910 y trabajando como ayudante de investigación. Después de unos cuantos años en el Instituto de Tecnología Carnegie en Pittsburgh, en 1914 se incorporó al Instituto Nacional de Estándares y Tecnología, y mientras trabajaba allí se doctoró en la Universidad Johns Hopkins.
Su labor en espectroquímica es generalmente reconocida como el inicio en los Estados Unidos del interés por esta disciplina, haciendo que Meggers fuera conocido como "el decano de los espectroscopistas americanos".
En 1947 recibió la Medalla Frederic Ives, y en 1953 le fue otorgada la Medalla Elliott Cresson. Desde 1970, la Sociedad Óptica Estadounidense le concedió el Premio William F. Meggers por su trabajo excepcional en el campo de la espectroscopia.
En 1965, Meggers y su mujer, Edith R. Meggers, donaron su colección de monedas y sellos al Instituto Estadounidense de Físicas, con el propósito expreso de establecer un programa de premios bienales para la mejora de la enseñanza de la física en los institutos. Los premios han sido presentados desde 1994.
Su hija primogénita fue Betty J. Meggers, doctora en arqueología y miembro destacado del Instituto Smithsonian en Washington D. C., especializada en arqueología precolombina sudamericana. También tuvo dos hijos, William F. Meggers Jr. (1924-2000) y John C. Meggers (1928-1966).
Hay dos premios nombrados en su honor, el Premio William F. Meggers de la Sociedad Óptica Estadounidense y el Premio William F. Meggers de Espectroscopía Aplicada.

## Eponimia
Además de los premios que llevan su nombre, se tiene que:
- El cráter lunar Meggers lleva este nombre en su memoria.[4]